# 土持・ゲーリー・法一
土持・ゲーリー・法一（つちもち ゲーリー ほういち, Gary H. Tsuchimochi、1945年 - ）は、日本の教育学者、京都情報大学院大学の副学長である。

## 略歴
- カリフォルニア州立大学卒業、同大学院教育学修士課程修了（MA）
- コロンビア大学教育大学院修士課程修了（Ed.M.）、同博士課程修了（Ed.D.）
- 東京大学博士課程修了、教育学博士（東京大学）[2]
- ビクトリア大学教育学部客員教授
- 南フロリダ大学マーク・T・オア日本研究センター客員研究員
- 名古屋大学高等教育研究センター客員教授[3]
- 文部省大学設置審教育組織審査教授、同省大学院設置審教員組織審査教授
- 弘前大学21世紀教育センター教授[4]
- 帝京大学高等教育開発センター長、同大学学修・研究支援センター長[4]
- 京都情報大学院大学副学長[5]

## 主な著書
- 土持, 「戦後日本の大学の近未来～外圧の過去・混迷する現状・つかみ取る未来」,東信堂, 2022. ISBN 978-4-7989-1799-3
- 土持, 「非常事態下の学校教育のあり方を考える～学習方法の新たな模索～」,東信堂, 2021. ISBN 978-4-7989-1736-8
- 土持, 「社会で通用する持続可能なアクティブラーニング～ICEモデルが大学と社会をつなぐ～」, 東信堂, 2017. ISBN 978-4-7989-1433-6
- スー・ヤング, 土持 監訳, 「『主体的学び』につなげる評価と学習方法～カナダで実践されるICEモデル～」, 東信堂, 2013. ISBN 978-4-7989-0175-6
- L.ディ・フィンク, 土持 監訳, 「学習経験をつくる大学授業法」, 玉川大学出版部, 2011. ISBN 978-4-472-40438-2
- 土持, 「ラーニング・ポートフォリオ―学習改善の秘訣」, 東信堂, 2009. ISBN 978-4-88713-912-1
- 土持, 「ティーチング・ポートフォリオ―授業改善の秘訣」, 東信堂, 2007. ISBN 978-4-88713-759-2
- 土持, 「戦後日本の高等教育改革政策―「教養教育」の構築」, 玉川大学出版部, 2006. ISBN 4-472-40327-7
- 土持, 「新制大学の誕生―戦後私立大学政策の展開」, 玉川大学出版部, 1996. ISBN 4-472-10731-7
- "Education Reform in Postwar Japan: The 1946 U.S. Education Mission", University of Tokyo Press, 1993. ISBN 4-13-057200-8
- 土持, 「米国教育使節団の研究」, 玉川大学出版部, 1991. ISBN 4-472-10111-4

## 主な研究論文
- 土持, 「GHQの教職員組合政策に関する一考察(III 投稿論文)」, 日本教育政策学会年報, Vol. 5, pp. 167-182, 1998. doi:10.19017/jasep.5.0_167
- 土持, 「新制大学における「一般教育」の導入と展開の過程」, 日本の教育史学, Vol. 40, pp. 225-242, 1997. doi:10.15062/kyouikushigaku.40.0_225
- 土持, 「比較占領教育史 : アメリカ占領下における日本およびドイツの教育改革」, 日本の教育史学, Vol. 33, pp. 235-240, 1990. doi:10.15062/kyouikushigaku.33.0_235
- 土持, 「アメリカ対独社会科委員会報告書の作成経緯に関する一考察」, 社会科教育研究, Vol. 1987, pp. 1-14, 1987. doi:10.18992/socialstudies.1987.58_1
- 土持, 「『第一次米国教育使節団報告書』の作成経緯に関する考察 : 日本側教育家委員会の役割」, 日本の教育史学, Vol. 28, pp. 76-91, 1985. doi:10.15062/kyouikushigaku.28.0_76
- 土持, 「米国対独教育使節団の成立経緯」, 教育学研究, Vol. 52, pp. 183-192, 1985. doi:10.11555/kyoiku1932.52.183